# 22932 Оренбречер
22932 Оренбречер (22932 Orenbrecher) — астероїд головного поясу, відкритий 6 жовтня 1999 року.
Тіссеранів параметр щодо Юпітера — 3,360.